# رنا حسین

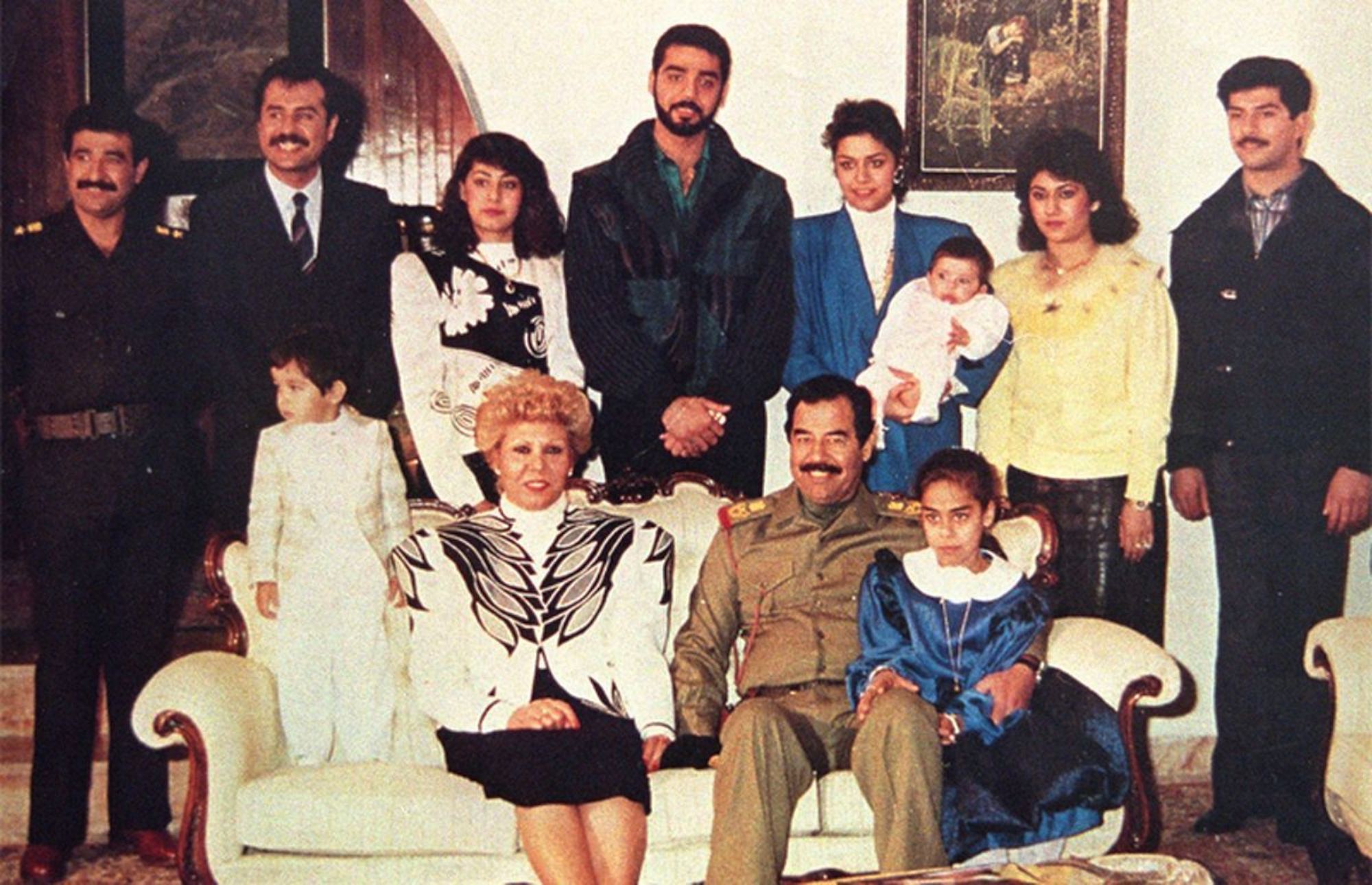
خانواده حسین - رنا در ردیف اول، سوم از سمت چپ است

رَنا صدام حسین (به عربی: رنا صدام حسین) (متولد ۲۵ ژوئیهٔ ۱۹۶۹) دومین دختر صدام حسین، و همسر اولش، ساجده طلفاح است. خواهر بزرگ‌تر او، رغد و خواهر کوچک‌تر او حلا حسین است.
در سال ۱۹۸۶، وی با صدام کامل المجید، برادر حسین کامل المجید، ازدواج کرد، او دارای چهار فرزند است. وی در سال ۱۹۹۵ همسرش را در سفر و اقامت در اردن همراهی کرد و از ۸ اوت همان سال تا ۲۰ فوریهٔ ۱۹۹۶ در آن‌جا زندگی کرد. آن‌ها پس از دریافت اطمینان از فرمان عفو کامل رنا و همسرش صدام کامل و برادرش حسین کامل المجید، از طرف صدام حسین رئیس جمهور به عراق بازگشتند. امّا بر خلاف آن قول، پیش از پایان آن ماه، هر دو برادر کامل، توسط دیگر اعضای قبیله که آن‌ها را خائن اعلام می‌کردند، مورد اصابت گلوله قرار گرفته و کشته شدند.
در سال ۱۹۹۷، برادر رنا، عدی صدام حسین، رنا و خواهرش رغد را به دلیل مشارکت در طرح ترور وی در حبس خانگی قرار داد.
در ۳۱ ژوئیهٔ ۲۰۰۳، او به اردن بازگشت و پادشاه اردن، عبداللّه دوم، به او و خانواده‌اش پناهندگی داد.